# Węglowiec

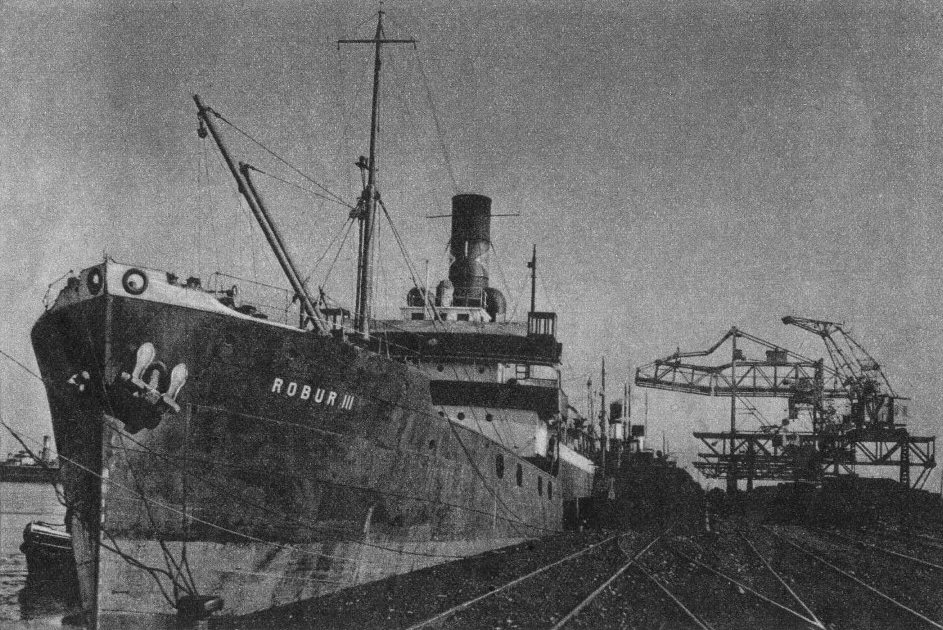
SS Robur III w Gdyni

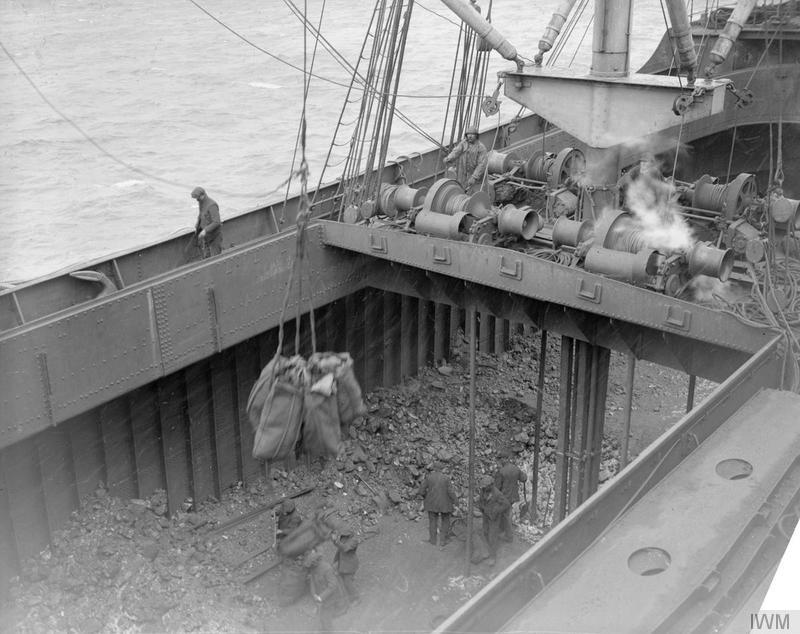
Przestrzeń ładunkowa na brytyjskim węglowcu (ok. 1914–1918)

Węglowiec (ang. collier) – rodzaj masowca przystosowanego do przewozu węgla. Charakterystyczne dla tego typu jednostek były duże luki ładunkowe.
Był to typ statków, które do wybuchu II wojny światowej najczęściej zawijały do portu w Gdyni. Najbardziej znanymi polskimi węglowcami były „Francuzy” towarzystwa Żegluga Polska (Katowice, Kraków, Toruń, Poznań i Wilno) i „Robury” towarzystwa Polskarob.
Węglowcami (lub bunkrowcami) nazywano też jednostki pomocnicze flot wojennych, które na przełomie XIX i XX wieku zaopatrywały okręty w wodę i węgiel niezbędny do opalania kotłów.